# Decollazione del Battista (Piazza)
La decollazione del Battista  o Decapitazione di san Giovanni Battista  di Callisto Piazza è un dipinto olio su tavola conservato nella pinacoteca della Gallerie dell'Accademia di Venezia.

## Storia
Il retro della tavola oltre a indicare la datazione e la firma presenta anche i diversi passaggi di proprietà della tavola stessa. La prima indicazione: Benvenuto Brunelli, importante rappresentante di una famiglia di Brescia, nonché importante personaggio che aveva scritto alcuni saggi sull'economia domestica nonché committente di opere pittoriche come le historie sacre e devote e una scultura lignea da Stefano Lamberti per la chiesa di San Michele di Bassano Bresciano.
Non vi è però documentazione della “decollazione di san Giovanni” nelle relazioni delle visite pastorali della chiesa, si ritiene che fosse quindi un'opera devozionale conservata nel palazzo vescovile. Non si conoscono i passaggi successivi fino al periodo al periodo asburgico.
L'opera risulta fosse, infatti, dopo l'estrazione asburgica, conservata presso il convento di San Giovanni e Paolo di Venezia come riporta la scritta: “Ss. Giovanni e Paolo n. 33”. La presenza presso il convento dovrebbe risalire al XIX secoloverso il 1808. Nel 1816 fu trasferita a Vienna. La tavola indica, infatti, il passaggio alla “Gemälde-Galerie des Allerhöchsten Kaiserhauses” almeno fino al 1919, anno in cui fu riportata nella sua città d'origine e conservata nella quadreria della Gallerie dell'Accademia.
Il dipinto è stato realizzato nel periodo migliore dell'artista, quello che ha dato più capolavori.

## Descrizione
La tavola presenta sul retro la firma e la datazione scritte a pennello: “D BENEVENTUV / BRVNELLVS IVSSIT FIERI / ANNO 1526 / CALLISTVS LAVDEN F” ed è tra le più importanti e significative dei lavori del Piazza.
Il dipinto raffigura in modo molto cruento, la decollazione del Battista nell'attimo stesso in cui il capo posto su di un vassoio d'argento e sorretto da Salomè, risulta essere appena staccato dal corpo. Il dipinto propone quelle che sono state le lezioni dei diversi artisti che il Piazza ha conosciuto come Tiziano, Benvenuto Tisi da Garofalo e Dosso Dossi, facendone una sintesi ma proponendo anche un effetto brutale diventando quasi un precursore di Orazio Gentileschi.
La tela propone una giovane Salomè che sostiene un vassoio d'argento dove viene posta la testa del Battista ancora tenuta per i capelli di un soldato, mentre a terra il tronco ormai acefalo pare muoversi ancora vivo. La crudeltà dell'opera è considerata un anticipo di Caravaggio, anche nella parte dei personaggi che riempiono lateralmente la scena, ricordano quello che sarà il lavoro del Merisi nella Decollazione di San Giovanni Battista.